# Adénome gastrique
L’adénome gastrique est une tumeur bénigne de l’épithélium glandulaire gastrique.